# Horváth Péter (fotóművész)
Horváth Péter (Kiskunfélegyháza, 1945. június 29. –) Balázs Béla-díjas magyar fotóművész, fotóriporter.

## Életpályája
Szülei: Horváth Károly és Pasztorek Magda voltak. Baján érettségizett. 1963-1971 között a Bajai Vízügyi Igazgatóság fényképésze volt. 1964-ben a Duna Fotóklub tagja, majd vezetőségi tagja lett. 1965-től kiállító művész. 1966-ban végzett fotósként. 1971 óta a Magyar Fotóművészek Szövetségének tagja. 1972-1978 között a Magyar Távirati Iroda fotósa volt. 1973-1975 között elvégezte a MÚOSZ Újságíró Iskolát. 1976-1985 között a Magyar Ifjúság riportere, 1983-1985 között a fotórovatot vezette. 1982-ben részt vett a Nagybaracskai Alkotótábor munkájában is. 1985-ben a Népszava című lap munkatársa volt. 1986-1989 között a Képes 7 című hetilapnál dolgozott. 1990-1991 között az Anna képszerkesztője volt. 1991-1992 között az Európa munkatársa volt. 1993-ban a Mai Napnál tevékenykedett. 1994-ben a Reform főmunkatársa, 1995-től képszerkesztője volt. 1996 óta az Axel Springer Kiadónál dolgozik.

## Magánélete
1980-ban házasságot kötött Horváth Máriával. Egy fiuk született: Ádám (1983).

## Egyéni kiállításai
- 1968 Kaposvár
- 1971, 1974, 1976, 1980-1981, 1986 Budapest
- 1980, 1989 Kiskunfélegyháza
- 1981 Gödöllő
- 1986 Eger
- 2000 Baja

## Fotói
- Ifjúsági ház (1997)

## Könyvei
- Más kép (1999)
- Rétegek; szerk. Gera Mihály; Folpress, Bp., 2005 (Fényképtár)
- Alkonyzóna / Twilight zone; Folpress, Bp., 2012